# Jindřichov na Moravě
Jindřichov na Moravě – stacja kolejowa w Jindřichovie, w kraju ołomunieckim, w Czechach Znajduje się na wysokości 465 m n.p.m.
Na stacji istnieje możliwość zakupu biletów na wszystkiego rodzaju pociągi oraz rezerwacji miejsc. 

## Linie kolejowe
- 292 Šumperk - Krnov